# Княже (Лальское городское поселение)
Княже — опустевшая деревня в Лузском районе Кировской области России. Входит в состав Лальского городского поселения.

## География
Расположена в 2 км северо-западнее села Верхне-Лалье, на левом берегу реки Лала, ниже впадения в неё реки Плесовица.

## История
Деревня известна по крайней мере с XVI века.
В период коллективизации в деревне был создан колхоз «Орёл», просуществовавший до 1950 года.
До 2009 года деревня Княже входила в состав Верхне-Лальского сельского поселения. Сельское поселение было упразднено, а его населённые пункты вошли в состав Лальского городского поселения на основании Закона Кировской области от 30 апреля 2009 г. № 369-ЗО «О преобразовании некоторых муниципальных образований Кировской области» и Закона Кировской области от 4 июня 2009 г. № 381-ЗО «О внесении изменений в Закон Кировской области „О Реестре административно-территориальных единиц и населённых пунктов Кировской области“».

## Население
Постоянное население в деревне отсутствует с 2000 года.

### Карты
- Лист карты P-38-XXIX,XXX. Котлас